# HD 218655
HD 218655，又名CD-4115163，SAO 231465、HR 8818，是一颗恒星，视星等为5.83，位于銀經353.6，銀緯-65.18，其B1900.0坐标为赤經23h 4m 35.8s，赤緯-41° -65.18′ 57″。